# ياسواكي ياماساكي
ياسواكي ياماساكي (باليابانية: 山崎康晃؛ بالكانا: やまさき やすあき) هو لاعب كرة قاعدة ياباني، ولد في 2 أكتوبر 1992 في أراكاوا في اليابان.

## وصلات خارجية
- ياسواكي ياماساكي على موقع الدوري الياباني لكرة القاعدة (الإنجليزية)
- ياسواكي ياماساكي على موقعبيزبول رفرنس.كوم (الدوري الثانوي) (الإنجليزية)
- ياسواكي ياماساكي على موقع أوليمبيديا (الإنجليزية)